# Municipalità locale di Tsantsabane
La municipalità locale di Tsantsabane (in inglese Tsantsabane Local Municipality) è una municipalità locale del Sudafrica appartenente alla municipalità distrettuale di ZF Mgcawu, nella provincia del Capo Settentrionale. In base al censimento del 2001 la sua popolazione è di 23.988 abitanti.
La sede amministrativa e legislativa è la città di Postmasburg e il suo territorio si estende su una superficie di 5.887 km² ed è suddiviso in 6 circoscrizioni elettorali (wards). Il suo codice di distretto è NC085.

## Geografia fisica

### Confini
La municipalità locale di Tsantsabane confina a nord con quelle di Gamagara e Ga-Segonyana (Kgalagadi), a est con quella di Kgatelopele, a est e a sud con quella di Siyancuma (Pixley ka Seme), a sud con il  District Management Areas NCDMA07 e a ovest con il  District Management Areas NCDMA08.

### Città e comuni
- Beeshoek
- Boitshoko
- Glosam
- Goedgedacht
- Groenwater
- Postmasburg
- Vergenoeg

### Fiumi
- Ga-Mogara
- Groenwaterspruit
- Skeifonteinspruit